# Любов — мелодія
«Любов — мелодія» («Любовь — мелодия») — радянський телефільм 1974 року, знятий режисером Юрієм Дубравіним на Ленінградському телебаченні.

## Сюжет
Музичний фільм про творчість соліста Ленінградського державного академічного театру опери та балету ім. С. М. Кірова (нині Маріїнський театр) Костянтина Плужникова. Його гарний голос, вміння проникнути в образ героя, рідкісна музичність принесли йому успіх. Звучать: А. Гречанінов «Добриня Микитович» — Пісня Альоші Поповича, Е. Направник «Дубровський» — Речитатив та арія Дубровського, С. Рахманінов «Алеко» — Романс молодого цигана, С. Прокоф'єв «Дуенья» — Серенада Антоніо, П. А. «Сільська честь» — Арія Туріду, Ж. Массне «Вертер» — Строфи Оссіана, Ф. Чілеа «Арлезіанка» — Плач Федеріко, Д. Верді «Ріголетто» — Пісенька Герцога, а також пісні італійських композиторів: Е. Куртіс «Не плач» ", Е. Канніо «Закоханий солдат».

## У ролях
- Костянтин Плужников — головна роль

## Знімальна група
- Режисер — Юрій Дубравін
- Оператор — Віталій Ананьєв
- Художник — Лариса Луконіна